# Радянське Закарпаття (альманах)
«Радянське Закарпаття» — неперіодичний літературно-мистецький альманах, виходив в Ужгороді у період 1947—1957 років (1958—1959 під назвою «Карпати») українською і російською мовами; кілька чисел вийшло угорською мовою. 
Містив також матеріали з історії, етнографії і краєзнавства Закарпаття.